# Jennifer Gabrys
Jennifer Gabrys (* 1973) ist eine US-amerikanische Professorin für Medien- und Kulturwissenschaft an der University of Cambridge.
Sie ist seit Oktober 2008 Lehrstuhlinhaberin für Media, Culture and Environment am Department of Sociology an der University of Cambridge und Gastprofessorin am Goldsmiths, University of London. Gabrys Forschung konzentriert sich auf Themen wie Umwelt, digitale Technologien und Bürgerbeteiligung (Citizen Science).

## Leben
Gabrys promovierte in Communication Studies an der McGill University in Montreal. Zuvor absolvierte sie ihr Bachelor- und Masterstudium an der University of Minnesota.

## Forschung
Gabrys befasst sich in ihrer Forschung mit einer Reihe entscheidender Schnittstellen zwischen digitaler Technologie, Bürgerdaten, Umweltmedien und neuen Formen des politischen Engagements.
Seit 2013 ist sie Principal Investigator des vom Europäischen Forschungsrat finanzierten Projekts „Citizen Sense“ – einer wegweisenden Untersuchung des öffentlichen Engagements für Umweltsensortechnologien und die Generierung von Bürgerdaten in den USA und Großbritannien. Sie ist Principal Investigator im Projekt AirKit.
Gabrys war Fellow am IKKM Weimar sowie am Centre for Digital Cultures an der Leuphana Universität Lüneburg.
In Digital Rubbish: A Natural History of Electronics beschreibt Gabrys die Materialität der Elektronik aus der Perspektive des Abfalls, die diese erzeugt. Dabei stützt sie sich auf die von Walter Benjamin entwickelte Materialanalyse und entwickelt so eine Untersuchung von Elektronik, die sich weder auf den technologischen Fortschritt noch auf die Geschichten großer Erfinder beschränkt, sondern vielmehr auf das Versagen und Verfallen von elektronischen Medien konzentriert.

## Auszeichnungen
- ERC Proof of Concept-Stipendium „AirKit“ 2018–2019
- Ziman Award 2018, European Association for the Study of Science and Technology (EASST), im Rahmen des Citizen Sense Projekts.
- Goldsmiths Warden’s Annual Public Engagement Award 2018, für Citizen Sense’s „Deptford Data Stories“.

## Publikationen (Auswahl)

### Monographien
- How to Do Things with Sensors. Minneapolis: University of Minnesota Press, Forerunners Series, 2019, ISBN 978-1517908317.
- Program Earth: Environmental Sensing Technology and the Making of a Computational Planet. Minneapolis: University of Minnesota Press, 2016, ISBN 978-0816693122.
- Digital Rubbish: A Natural History of Electronics. Ann Arbor: University of Michigan Press, 2011, ISBN 978-0472117611.

### Artikel
- „Citizen Sensing, Air Pollution and Fracking: From ‘Caring about Your Air’ to Speculative Practices of Evidencing Harm.“ Sociological Review, 65, no. 2 (2017) „Care and Policy“ monograph series, 172–192.
- „Just Good Enough Data: Figuring Data Citizenships through Air Pollution Sensing and Data Stories.“ Big Data & Society, 3, no. 2 (2016), 1–14.
- „Programming Environments: Environmentality and Citizen Sensing in the Smart City.“ Environment and Planning D: Society and Space 32, no. 1 (2014), 30–48.